# العلوم الإنسانية الطبية

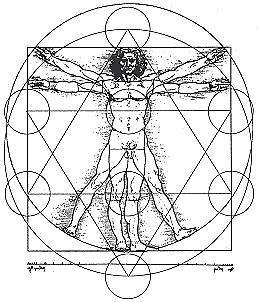
العلوم الانسانيه

علوم إنسانية طبية هي تخصصات في مجال طبي الذي يشمل العلوم الإنسانية (الفلسفة، الأخلاق، التاريخ، الأدب المقارن والدين)، والعلوم الاجتماعية (علم النفس، علم الاجتماع، علم الإنسان، والدراسات الثقافية، الجغرافيا الصحية). والفنون (الأدب، المسرح، السينما، والفنون البصرية) وتطبيقها على التعليم الطبي والممارسة. تتمثل نقاط القوة الأساسية في العلوم الإنسانية الطبية في الصفات والممارسات الخيالية غير المتوافقة.
تهتم العلوم الإنسانية الطبية بشكل أساسي بتدريب الممارسين الطبيين. وهذا يتناقض مع العلوم الإنسانية الصحية التي تربط بشكل أوسع تخصصات الرعاية الصحية والاجتماعية بالفنون والعلوم الإنسانية.

## التعريفات
تُعرّف العلوم الإنسانية الطبية على أنها مسعى متعدد التخصصات ودولي بشكل متزايد يعتمد على القوة الإبداعية والفكرية لمختلف التخصصات، بما في ذلك الأدب والفن والكتابة الإبداعية والدراما والأفلام والموسيقى والفلسفة واتخاذ القرارات الأخلاقية والأنثروبولوجيا (علم الإنسان) والتاريخ، في السعي لتحقيق أهداف تعليمية طبية. العلوم الإنسانية ذات صلة عندما يتم تجميع وجهات نظر العديد من الأشخاص حول القضايا (معًا للإجابة على الأسئلة أو حتى إنشاء أسئلة). يمكن للفنون توفير منظور إضافي للعلوم.
العلوم الإنسانية الطبية النقدية هي نهج يجادل بأن الفنون والعلوم الإنسانية لديها الكثير لتقدمه للرعاية الصحية أكثر من مجرد تحسين التعليم الطبي. يقترح على أن الفنون والعلوم الإنسانية تقدم طرقًا مختلفة للتفكير في تاريخ البشرية وثقافتها وسلوكها وخبراتها والتي يمكن استخدامها لتشريح ونقد والتأثير على ممارسات وأولويات الرعاية الصحية.

## الفنون
تُساعد الكتب والصور والرسوم البيانية الطبية طلاب الطب على بناء تقدير لأي شيء في المجال الطبي من جسم الإنسان إلى الأمراض.
تساعد العلوم الإنسانية الطبية الممارسين الطبيين على عرض القضايا من أكثر من منظور واحد، مثل الفنون البصرية والثقافة. يتعاون كل من المرضى والأطباء (المهنيين الطبيين) على اتخاذ القرار. يختلف منظور كل شخص لأخلاقيات الطب عن الآخر بسبب اختلاف الثقافات والأديان والمجتمعات والتقاليد. تساعد العلوم الإنسانية أيضًا وتحاول إنشاء علاقة أوثق أو أكثر جدوى بين الممارسين الطبيين وأقرانهم / مرضاهم. يُنظر إلى الأخلاق بشكل مختلف من شخص لآخر، لذا فإن الإجابة على الأسئلة الأخلاقية تتطلب وجهات نظر العديد من الأشخاص المختلفين الذين قد يكون لديهم آراء مختلفة حول الصواب والخطأ.

### أخلاقيات علم الأحياء
الفئة الأولى هي أخلاقيات البيولوجيا (علم الاحياء) والتي تشمل أخلاقيات الرعاية الصحية. مع تطور العلم والتكنولوجيا تتطور كذلك الرعاية الصحية والطب، وهناك نقاش ونقاش في المجتمع ولجان الرعاية الصحية التي تتناول أخلاقيات هذه المواقف المعينة التي تتعلق بالإنسانيات الطبية. على سبيل المثال، تتضمن إحدى هذه الحالات ممارسة تحسينات الجسم التي يتم فيها التشكيك في أخلاقيات هذه الممارسة بسبب حقيقة أن الممارسات الطبية الحيوية والتكنولوجية تُحدث تغييرات في جسم الشخص لتحسين الجسم و/ أو مظهره.

### الأخلاق السريرية
الفئة الثانية في أخلاقيات العلوم الإنسانية الطبية هي الأخلاقيات السريرية، والتي تشير إلى الاحترام الذي يكنه أخصائيو الرعاية الصحية للمرضى والعائلات، وهذا يساعد على تطوير نوع من الاحتراف والاحترام والخبرة التي يجب على المتخصصين في الرعاية الصحية استخدامها فيما يتعلق بمرضاهم. مثال آخر في أخلاقيات العلوم الإنسانية الطبية هو تحيز الناس والمجتمع ضد الآخرين من ذوي الإعاقة، وكيف ترتبط هذه الإعاقات بالنجاح أو بما يستطيع الشخص المعاق فعله. من غير الأخلاقي الحكم على عجز الشخص المعاق أو افتراضه؛ لأن المعاقين قادرين على إيجاد طرق لتحقيق النجاح من خلال التكنولوجيا الحديثة وحتى من خلال تقرير المصير.
تُقدم المؤسسات الأكاديمية المختلفة دورات دراسية في أخلاقيات العلوم الإنسانية الطبية. تساعد هذه البرامج طلابهم على تعلم الاحتراف في المجال الطبي حتى يتمكنوا من مساعدة مرضاهم باحترام والقيام بما هو صحيح في أي موقف قد ينشأ.

### الأدب والطب
كان يُسمى سابقًا الطب في الأدب وهو مجال فرعي متعدد التخصصات من العلوم الإنسانية الطبية يعتبر «حوارًا وليس اندماجًا» بين الأدب والطب. يزدهر الأدب والطب في برامج البكالوريوس وفي كليات الطب على جميع المستويات. كانت كلية الطب بجامعة ولاية بنسلفانيا - هيرشي أول من أدخل الأدب في مناهج كلية الطب عندما تم تعيين جوان تراوتمان (بانكس) أستاذة اللغة الإنجليزية في منصب في الأدب هناك في عام 1972. الأساس المنطقي لاستخدام الأدب والطب يتألف من ثلاثة جوانب: قراءة قصص المرضى والكتابة عن تجاربهم تمنح الأطباء تدريبًا على الأدوات التي يحتاجونها لفهم مرضاهم بشكل أفضل، ومناقشة وتأمل الأدب يسلط الضوء على تحيزات وافتراضات الممارس الطبي ويزيد من الوعي، وقراءة الأدب يتطلب التفكير النقدي والوعي التعاطفي حول القضايا الأخلاقية في الطب.

## قوائم اضافيه
- (Medical Humanities (Articles
- Medical Humanities
- (Medical Humanities (Blog
- Journal of Medical Humanities
- (Centre for Medical Humanities, Durham University (Blog
- (Medicinae Humanistica (Blog
- Medical Humanities Research Centre (MHRC), University of Glasgow
- SCOPE: The Health Humanities Learning Lab, University of Toronto
- Northwest Narrative Medicine Collaborative - community of narrative medicine, medical humanities, and health humanities practitioners in the U.S. Pacific Northwest